# نادي الكهرباء
نادي الكهرباء الرياضي هو أحد أندية كرة القدم في العراق. تأسس النادي في عام 2001. ويقع في الرصافة، المناطق الشرقية من دجلة، بغداد.

## التاريخ
تأسس نادي الكهرباء يوم 21 تموز 2001 بواسطة سعد عبدالحميد الخطيب (أول رئيس للنادي) في وزارة الكهرباء. تأهل إلى الدوري العراقي الممتاز لأول مرة في موسم 2004–05. حيث بقى حتى هبطوا إلى دوري الدرجة الأولى في عام 2013. عاد النادي مرة أخرى إلى الدوري الممتاز عام 2014 تحت قيادة المدرب شاكر محمود، حيث بقى منذ ذلك الحين. خلال موسم 2017–18، احتل الكهرباء المركز الخامس، وهو أفضل مركز له في الدوري في التاريخ، والذي عادله لاحقًا في موسم 2022–23.
وصل الكهرباء إلى نهائي كأس العراق 2018–19 لأول مرة في تاريخه بعد فوزه على الطلبة 3–0 في نصف النهائي، لكنه خسر المباراة النهائية أمام الزوراء 1– 0 على ملعب الشعب الدولي. وصل الكهرباء إلى نهائي كأس العراق مرة أخرى في موسم 2021-22، لكنه تعرض للهزيمة 2–1 أمام الكرخ.

### الظهور الأول في كأس الاتحاد الآسيوي
أنهى الكهرباء الدوري العراقي الممتاز 2022–23 في المركز الخامس، لكن بما أنه حصل على الرخصة الآسيوية، فقد تأهل لأول مرة على الإطلاق للمشاركة في كأس الاتحاد الآسيوي 2023–24.

## تشكيلة الفريق

### التشكيلة الحالية
آخر تحديث 13 شباط 2024.
ملاحظة: تشير الأعلام إلى المنتخب الوطني على النحو المحدد في قواعد الأهلية للفيفا. قد يحمل اللاعبون أكثر من جنسية واحدة غير تابعة للفيفا.
| الرقم | البلد     | المركز | اللاعب             |
| ----- | --------- | ------ | ------------------ |
| 1     | العراق    | حارس   | علي عبادي          |
| 3     | العراق    | مدافع  | سجاد خالد          |
| 4     | العراق    | مدافع  | حارث فلاح          |
| 5     | العراق    | مدافع  | سيف حاتم عبود      |
| 6     | العراق    | مهاجم  | نجم شوان           |
| 7     | العراق    | وسط    | المنتصر بالله فؤاد |
| 8     | العراق    | وسط    | أمير فيصل          |
| 9     | العراق    | مهاجم  | مصطفى الامين       |
| 10    | السنغال   | مهاجم  | داودا ديمي         |
| 11    | الكاميرون | مهاجم  | انايل نكوبا        |
| 13    | العراق    | مدافع  | حيدر احمد          |
| 15    | العراق    | وسط    | حسين جاسم          |
| 16    | سوريا     | وسط    | زاهر ميداني        |
| 17    | غانا      | مهاجم  | دنيس تيتيه         |
| 18    | العراق    | وسط    | محمد حسن           |
| 19    | العراق    | مدافع  | محمد سالم          |

| الرقم | البلد   | المركز | اللاعب            |
| ----- | ------- | ------ | ----------------- |
| 21    | العراق  | وسط    | ايفان خالد        |
| 23    | العراق  | حارس   | عمار علي          |
| 24    | غانا    | مدافع  | نارتي بولو        |
| 25    | العراق  | مدافع  | علي خالد          |
| 27    | العراق  | مهاجم  | مهيمن سالم        |
| 29    | العراق  | وسط    | علي السجاد        |
| 30    | السنغال | مهاجم  | ابراهيما ديوب     |
| 32    | العراق  | وسط    | مرتضى جمال        |
| 33    | غانا    | مهاجم  | شافيو موموني      |
| 34    | العراق  | وسط    | عبدالله عبدالامير |
| 77    | العراق  | حارس   | عبدالله فيصل      |
| 90    | العراق  | مهاجم  | محمود خليل        |
|       | غانا    | مهاجم  | رفيق امينو        |
|       | العراق  | وسط    | نبيل صباح         |
|       | العراق  | وسط    | مرتضى علي         |

### اللاعبون المُعارون
ملاحظة: تشير الأعلام إلى المنتخب الوطني على النحو المحدد في قواعد الأهلية للفيفا. قد يحمل اللاعبون أكثر من جنسية واحدة غير تابعة للفيفا.
| الرقم | البلد  | المركز | اللاعب                                                        |
| ----- | ------ | ------ | ------------------------------------------------------------- |
|       | العراق | وسط    | علي جاسم (معار إلى نادي القوة الجوية حتى نهاية موسسم 2023–24) |

## الطاقم الفني الحالي
مصدر: alsumaria.tv

## المدربين
منذ صعود النادي إلى الدوري العراقي الممتاز لأول مرة في 2004–05، قاد خمسة عشر مدربًا الفريق:
- نبيل زكي (2001–2006)
- عادل عبد الرضا (2006)
- نزار أشرف (2006)
- يونس عبد علي (2006–2007)
- راجح محمد (2007)
- باسم محمد (2007)
- نبيل زكي (2007)
- شاكر محمود (2007–2008)
- نعيم صدام (2008)
- صباح عبد الحسن (2008)
- كريم فرحان (2008)
- شاكر محمود (2009–2011)
- حسن أحمد (2011–2013)
- نبيل زكي (2013–2014)
- شاكر محمود (2014–2015)
- علي هادي (2013–2014)
- خالد صبار (2016)
- يونس القطان (2016)
- عباس عطية (2016–2018)
- خالد صبار (2018)
- عباس عطية (2018–2021)
- أحمد صلاح علوان (2021)
- لؤي صلاح (2021–حتى الآن)

## الإحصاءات

### في البطولات الدولية
آخر تحديث 20 شباط 2024.
| المسابقة          | السجل | السجل | السجل | السجل | السجل | السجل | السجل | السجل  |
| المسابقة          | ل     | ف     | ت     | خ     | أ.ل   | أ.ع   | ف.    | فوز %  |
| ----------------- | ----- | ----- | ----- | ----- | ----- | ----- | ----- | ------ |
| دوري أبطال آسيا 2 | 8     | 5     | 1     | 2     | 11    | 6     | +5    | 062٫50 |
| المجموع           | 8     | 5     | 1     | 2     | 11    | 6     | +5    | 062٫50 |

### في البطولات المحلية
آخر تحديث بعد نهاية موسم 2022–23.
| المسابقة               | السجل | السجل | السجل | السجل | السجل | السجل | السجل | السجل  |
| المسابقة               | ل     | ف     | ت     | خ     | أ.ل   | أ.ع   | ف.    | فوز %  |
| ---------------------- | ----- | ----- | ----- | ----- | ----- | ----- | ----- | ------ |
| الدوري العراقي الممتاز | 498   | 158   | 169   | 171   | 536   | 530   | +6    | 031٫73 |
| كأس العراق             | 18    | 9     | 5     | 4     | 21    | 13    | +8    | 050٫00 |
| المجموع                | 516   | 167   | 174   | 175   | 557   | 543   | +14   | 032٫36 |

## وصلات خارجية
- Official logo
- Team picture